# Llutxent
Llutxent (kastilisch Luchente) ist ein Dorf in der Region Valencia in Spanien.

## Lage
Llutxent liegt in der Comarca Vall d’Albaida, ca. 76,7 Kilometer südlich von Valencia und 37,4 Kilometer von Ontinyent entfernt.

## Sehenswürdigkeiten
- Kloster Corpus Christi
- Route der Klöster von Valencia

## Partnerschaft
Mit der spanischen Gemeinde Carboneras de Guadazaón in der Provinz Cuenca (Kastilien-León) besteht eine Partnerschaft.